# Mort Stulmaker
Morton Stulmaker, genannt Mort bzw. Morty (* 14. Juni 1906 in Albany (New York); † 25. Juli 1988) war ein US-amerikanischer Jazz-Bassist, der in der New Yorker Swing- und Dixieland-Szene der 1930er Jahre aktiv war.

## Leben
Stulmaker stammte aus einer musikalischen Familie; seine Mutter spielte Klavier, sein Vater und zwei Brüder Geige. Als Jugendlicher spielte er als Pianist im Stummfilm-Kinos, bevor er zum Kontrabass wechselte. Er war einer der wenigen linkshändigen Bassisten seiner Zeit und Mitglied in der Band von Bunny Berigan; außerdem arbeitete er in den 1930er Jahren mit Eddie Condon, Red Nichols, Benny Goodman, Jack Teagarden, Joe Marsala, Stan King, Dave Tough, Max Kaminsky, Brad Gowans, Billy Butterfield und Bud Freeman. 
Nach seiner Heirat 1939 gab Stulmaker die ausgedehnten Tourneen auf und arbeitete als Orgellehrer im Kaufhaus Macy’s in der 34th Street. Im Bereich des Jazz war er zwischen 1936 und 1951 an 33 Aufnahmesessions beteiligt, außer den Genannten bei Red McKenzies Mound City Blue Blowers, Peggy Lee, Dick McDonough und Lee Wiley. Gunther Schuller hebt sein besonderes Arco- und Pizzicato-Spiel bei Bunny Berigans Sextett-Version von I Can’t Get Started 1936 hervor.